# Carlos Urrunaga
Carlos Alberto Urrunaga Díaz (nacido el 6 de junio de 1946 en Breña, Perú) es un exfutbolista peruano. Jugaba de delantero y brilló en  el futbol peruano en la década  de 1960 y en el extranjero a mediados de los años 1970.

## Clubes
| Club                | País    | Año       |
| ------------------- | ------- | --------- |
| Defensor Lima       | Perú    | 1964-1968 |
| Defensor Arica      | Perú    | 1969-1970 |
| Universitario       | Perú    | 1971      |
| Juan Aurich         | Perú    | 1972      |
| Unión San Felipe    | Chile   | 1973      |
| Deportes Concepción | Chile   | 1974-1975 |
| Rangers de Talca    | Chile   | 1976      |
| Rayo Vallecano      | España  | 1976-1978 |
| CNI de Iquitos      | Perú    | 1978      |
| Deportivo Quevedo   | Ecuador | 1979      |

## Distinciones individuales
| Distinción                                     | Año  |
| ---------------------------------------------- | ---- |
| Máximo Goleador de la Primera División de Perú | 1965 |